# Renard R-16 et R-17
Le Renard R-17 est un avion de transport monoplan construit à un seul exemplaire par l'avionneur belge Renard Constructions Aéronautiques.

## Conception et développement
Après la dissolution du groupe R.S.V. (Renard - Stampe - Vertongen), Georges Renard rejoint son frère et ingénieur Alfred Renard pour former la Renard Constructions Aéronautiques durant les années 1927-1928.

### Renard R-16
La première production issue de la nouvelle firme belge est le Renard R-16, un monomoteur triplace de tourisme propulsé par un moteur Renard type 100. L'unique exemplaire, immatriculé OO-AKJ le 22 juin 1929, a passé de nombreuses heures à sillonner le ciel pour donner des baptêmes de l'air ou participer à divers meetings aériens. Il a été rayé des registres de l'aéronautique civile belge le 7 mars 1933. Il ne subsiste quasiment rien de cet appareil mis à part quelques photographies.

### Renard R-17
Le Renard R-17 est un monoplan à conduite intérieure conçu pour transporter des raisins belges vers l'Angleterre grâce à une cabine de 1 200 m3 permettant l'emport de 250 kg de charge utile ou l'installation de deux blessés couchés.

## Description du R-17
L'appareil de construction simple et robuste comprend un fuselage entoilé sur base de tubes d'acier rivés avec un bâti-moteur amovible. L'aile entoilée de type cantilever en bois comporte des ailerons différentiels sur toute la longueur du bord de fuite. Elle est facilement démontable par deux hommes.
Le plan fixe horizontal, constitué d'une seule pièce, est fixé au fuselage en quatre points. Le stabilisateur, le gouvernail de profondeur, la dérive et le gouvernail de direction ont une structure en profilé de dural recouverte de toile. Les commandes de profondeur et de gauchissement sont constituées par des tubes en dural montés sur des roulements à billes.
Le train d'atterrissage à essieux indépendants comporte deux amortisseurs oléo-élastiques à longue course. La béquille de queue est composée d'une lame de ressort montée sur un axe orientable.
Le R-17 peut recevoir un moteur à 5 cylindres Renard de 100 ou 120 ch ou le moteur Renard à 7 cylindres développant 160 ch. L'appareil comprend un réservoir d'essence d'une contenance de 100 litres lui conférant une autonomie de 3 heures 30, capacité susceptible d'être doublée à la demande. Un réservoir d'huile de 18 litres prend place sur le bâti-moteur.

## Histoire
L'unique appareil R-17 immatriculé OO-ALV le 24 mars 1931 a été rayé du registre civil belge le 26 mars 1946.